# Кодеєшть (комуна)
Кодеєшть, Кодеєшті (рум. Codăești) — комуна у повіті Васлуй в Румунії. До складу комуни входять такі села (дані про населення за 2002 рік):
- Гергелеу (470 осіб)
- Кодеєшть (2290 осіб) — адміністративний центр комуни
- Прібешть (1338 осіб)
- Редіу-Галіан (668 осіб)

Комуна розташована на відстані 300 км на північний схід від Бухареста, 26 км на північ від Васлуя, 34 км на південний схід від Ясс.

## Населення
За даними перепису населення 2002 року у комуні проживали 4766 осіб.
Національний склад населення комуни:
| Національність | Кількість осіб | Відсоток |
| -------------- | -------------- | -------- |
| румуни         | 4763           | 99,9%    |
| цигани         | 2              | < 0,1%   |
| угорці         | 1              | < 0,1%   |

Рідною мовою назвали:
| Мова      | Кількість осіб | Відсоток |
| --------- | -------------- | -------- |
| румунська | 4763           | 99,9%    |
| угорська  | 1              | < 0,1%   |
| циганська | 1              | < 0,1%   |

Склад населення комуни за віросповіданням:
| Релігія       | Кількість осіб | Відсоток |
| ------------- | -------------- | -------- |
| православні   | 4759           | 99,9%    |
| римо-католики | 4              | 0,1%     |
| реформати     | 3              | 0,1%     |